# Petilla de Aragón
Petilla de Aragón – gmina w Hiszpanii, w Nawarze, o powierzchni 27,55 km². W 2011 roku gmina liczyła 29 mieszkańców.